# Clava Cairn von Little Urchany

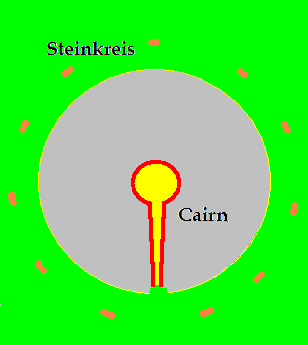
Schema der Clava Cairns

Der Clava Cairn von Little Urchany liegt westlich des Weilers Little Urchany, bei Cawdor in den Highlands in Schottland. 
Little Urchany wird auf der OS-Karte als Ring Cairn angezeigt, ist aber ein stärker gestörter Cairn vom Typ Clava mit einem Randsteinkreis aus großen Felsen am größten Teil seines Umfangs. Außerdem stehen drei aufrechte Steine, möglicherweise die Reste des inneren Steinkreises.
Laut Canmore sollen die Reste inzwischen verschwunden sein. 